# Banchus falcatorius
Banchus falcatorius là một loài tò vò trong họ Ichneumonidae.